# 横山通英
横山 通英（よこやま みちひで、1859年5月18日（安政6年4月16日）- 1916年（大正5年）12月5日）は、明治期の農業経営者、実業家、政治家。衆議院議員、宮崎県西諸県郡小林村長。

## 経歴
日向国諸県郡小林郷細野村（鹿児島県諸県郡、宮崎県北諸県郡、西諸県郡小林郷細野村、小林村大字細野、小林町を経て現小林市細野）で、農業・横山通章、タメの長男として生まれた。赤木通園、谷山照方に師事し漢学を修めた。小林小学校、都城学校、宮崎学校で学んだ。1875年（明治8年）12月、宮崎学校師範学科（のち宮崎師範学校）を卒業し、1876年（明治9年）1月から1881年（明治14年）1月まで小林小学校訓導を務めた。また岡千仭に師事して漢学の学びを深めた。1889年（明治22年）3月、家督を相続した。
1883年（明治16年）4月、諸県郡細野村外八ヶ町村学務委員に就任。その後、同郡真方村外3ヶ村戸長兼学務委員となる。1886年（明治19年）7月、宮崎県会議員に選出され、1892年（明治25年）3月まで2期在任した。その他、徴兵参事員、常置委員、地方衛生会委員、西諸県郡参事会員も務めた。1889年（明治22年）5月、小林村会議員となり、同年6月、小林村長に就任し1890年（明治23年）5月まで在任した。
1898年（明治31年）3月、第5回衆議院議員総選挙（宮崎県第2区）で当選し、次の第6回総選挙でも再選され、最後は立憲政友会に所属して衆議員議員に連続2期在任した。
実業界では1887年（明治20年）6月、小林製糸場取締に就任。以後、西諸県郡蚕業組合組長、小林農会長、宮崎新報社取締役、宮崎県農工銀行設立委員、同取締役などを務めた。

## 国政選挙歴
- 第4回衆議院議員総選挙（宮崎県第2区、1894年9月、立憲革新党）次点落選[7]
- 第5回衆議院議員総選挙（宮崎県第2区、1898年3月、無所属）当選[7]
- 第6回衆議院議員総選挙（宮崎県第2区、1898年8月、憲政党）当選[7]